# Katina Proestakis
Katina Proestakis Ortiz (Antofagasta, 14 de junio de 2002) es una esgrimista chilena, especializada en la modalidad del florete.

## Trayectoria
Se interesó por el esgrima a los 7 años, por una academia de esgrima de su colegio, el Antofagasta British School. Cerca de los 12 años se fue a vivir a Houston, Estados Unidos.
Ha sido medalla de oro en Esgrima en los Juegos Suramericanos de la Juventud en 2017. En 2021 obtuvo el noveno lugar en el Mundial Juvenil de Esgrima, y ese mismo año clasificó a los Juegos Olímpicos de Tokio de 2020, con 18 años, imponiéndose a la mexicana Nataly Michel. En su participación en Tokio 2020 fue eliminada en primera ronda contra Martyna Jelińska.

## Logros
- Medalla de oro en los Juegos Suramericanos de la Juventud de 2017.
- 9.º lugar en el Mundial juvenil de Esgrima de 2021.
- Medalla de oro en los Juegos Bolivarianos de 2022.